# Trichodura longicauda
Trichodura longicauda là một loài ruồi trong họ Tachinidae.